# Conostigmus puncticeps
Conostigmus puncticeps är en stekelart som först beskrevs av Thomson 1858.  Conostigmus puncticeps ingår i släktet Conostigmus och familjen trefåresteklar. Inga underarter finns listade i Catalogue of Life.